# Szurok János
Szurok János (Csór, 1927. október 30. – Budapest, 1999. május 17.) Balázs Béla-díjas (1975) magyar operatőr.

## Életpályája
1943-ban a Ganz Gyárban dolgozott. 1946-ban végzett egy polgári kereskedelmi középiskolában. 1947–1948 között a MAFIRT reklám osztályának vezetője volt. 1948–1949 között az Országos Filmhivatal gépésze lett. 1949–1951 között a Népművelési Minisztériumban kapott munkát. 1951–1957 között a Hunnia Filmgyárban dolgozott mint műszerész, kábeles, laboráns. 1953-ban végzett a Színművészeti Akadémia operatőr szakán. A diploma megszerzése után Eiben István, Hegyi Barnabás, Illés György, Pásztor István és Várkonyi Zoltán mellett dolgozott. 1954–1957 között a Film trükk és Kombinációs Felvételi Osztály operatőre volt. 1957-ben távozott a Hunniától, de még ebben az évben elhelyezkedett a Lapkiadó Vállalatnál. 1958–1959 között a Közgazdasági és Jogi Kiadó munkatársa lett. 1960–1985 között a Magyar Televízió operatőre volt.

## Filmjei
- Fiatalok gyertek repülni (1953)
- Hogy volt - Bihari János (1964)
- Őszi kirándulás (Románia) (1969)
- Bécsi Randevú (1969)
- 10 nap Afrikában (1970)
- Mátrai csikósok(1972)
- Somogyország (1984)

## Művei
- A filmtrükkök birodalmában (Sényi Imrével, 1967)

## Díjai
- Balázs Béla-díj (1975)
- Aranytoll (1989)